# 노스롭 F-89 스콜피온

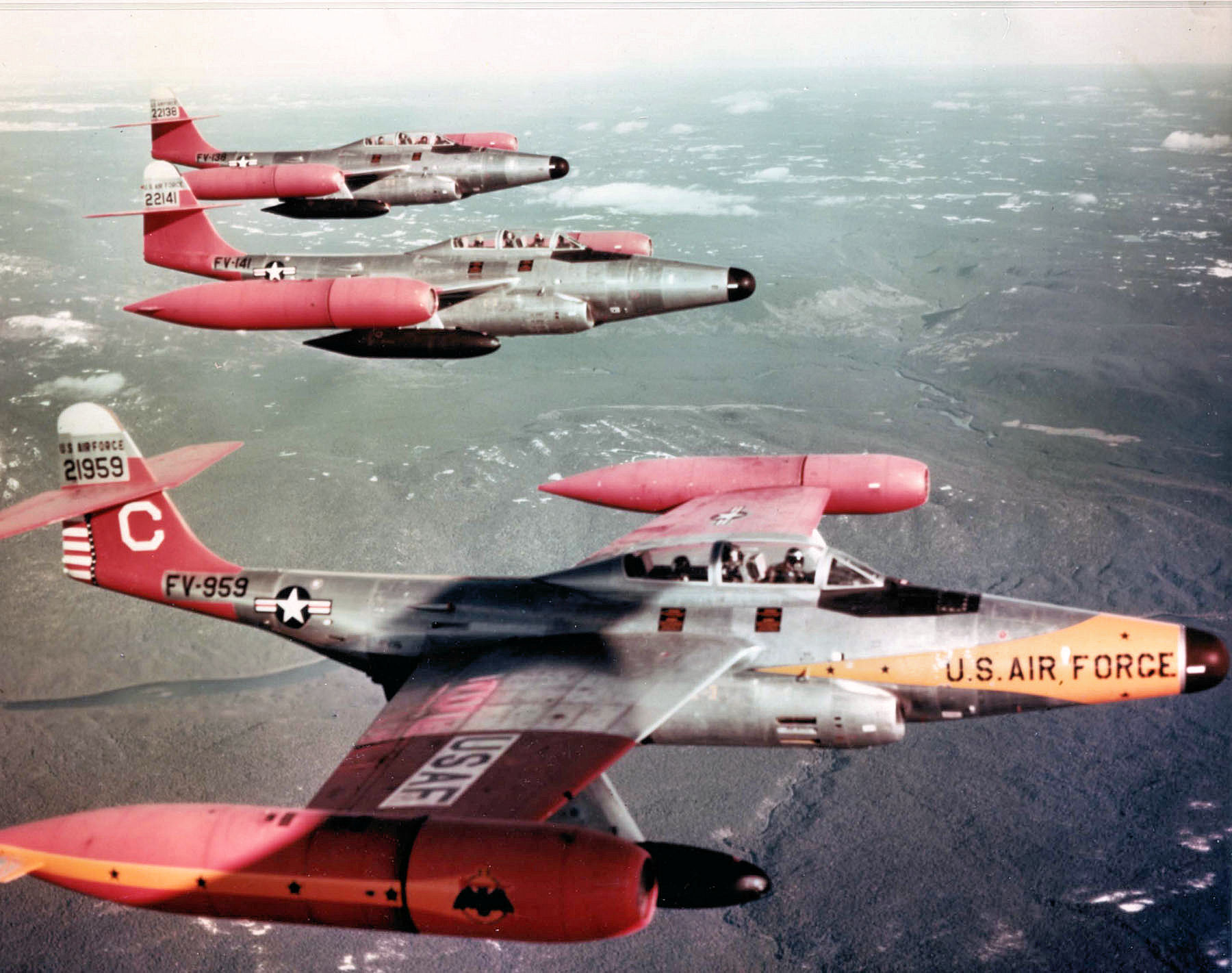

노스롭 F-89 스콜피온(Northrop F-89 Scorpion)은 미국 항공기 제조업체 노스롭 코퍼레이션이 설계하고 생산한 전천후 쌍발 요격 항공기이다. 이 항공기는 처음부터 요격기 역할을 위해 설계된 최초의 제트추진 항공기이자 무유도 지니 로켓 형태의 공대공 핵무기로 무장한 최초의 전투 항공기였다. 스콜피온(Scorpion)이라는 이름은 항공기의 높은 꼬리 부분과 높이 장착된 수평 안정 장치에서 유래되었으며, 이는 엔진 배기 가스를 차단한다.
스콜피언은 1945년 8월 미국 육군 항공대(USAAF)이 발표한 사양에 따라 노스드롭이 설계했다. 내부적으로는 N-24로 지정되었으며 원래는 상대적으로 얇은 동체와 매립된 앨리슨 J35 터보제트 엔진을 사용하여 설계되었다. 그리고 후퇴익 구성이지만, 이 날개의 불리한 저속 특성으로 인해 대신 상대적으로 얇은 직선 날개로 대체되었다. 직선 날개의 성능이 제한되는 반면, 스콜피온은 유도 미사일을 장착한 최초의 미국 전투기 중 하나였다. 1946년 3월, USAAF는 개발을 위해 N-24와 라이벌인 커티스 라이트(Curtiss-Wright) XP-87 블랙호크(Blackhawk)를 모두 선정하여 XP-89로 지정된 두 대의 항공기에 대한 초기 계약이 1946년 6월 13일 승인되었다.
1948년 8월 16일, 프로토타입은 무록 육군 비행장에서 첫 비행을 수행했다. XP-89의 경쟁적 평가에 이어 관계자들은 경쟁 중인 XP-87을 취소하여 자원을 스콜피온에 집중하기로 결정했다. 이 항공기는 평가된 가장 빠른 항공기임이 입증되었으며 가장 유망한 것으로 간주되었다. 1950년 2월 22일의 치명적인 사고 이후 다양한 변경과 개선이 이루어졌다. 이에 앞서 관계자들은 이미 더 강력한 애프터버너가 장착된 앨리슨 J33-A-21 터보제트 엔진, AN/ARG-33 레이더 및 휴즈 E-1 사격 통제 시스템의 채택을 지정했다. 1950년 9월, 스콜피온은 단독 운용자인 미공군(USAF)에서 운용되기 시작했다.
F-89A는 18대만 완성되었으며 더 유능한 F-89B 구성으로 빠르게 대체되었으며 대부분의 변경 사항은 1951년 6월에 도착한 항공 전자 공학 기반이었다. 곧 F-89C가 엔진 업그레이드를 단행했다. 1954년에는 AN/APG-40 레이더와 AN/APA-84 컴퓨터를 갖춘 새로운 휴즈 E-6 사격 통제 시스템을 대포 무장 대신 장착한 최종 F-89D가 도입되었다. 운용에 들어간 최종 변형은 일반적으로 AIR-2 지니 핵 공대공 로켓으로 무장한 F-89J였다. 이 항공기들은 1959년까지 항공방위사령부(나중에 ADC(항공우주방위사령부)로 명칭 변경)에서 복무했으며, 1960년대 후반까지 주방위군에서 복무했다. 마지막 스콜피온은 1969년에 철수되었다.

## 참고문헌
- Angelucci, Enzo; Bowers, Peter (1987). 《The American Fighter》. Yeovil, UK: Haynes Publishing Group. ISBN 0-85429-635-2.
- Blazer, Gerald; Dario, Mike (1993). 《Northrop F-89 Scorpion》. Leicester, UK: Aerofax. ISBN 0-942548-45-0.
- Davis, Larry; Menard, Dave (1990). 《F-89 Scorpion in Action (Aircraft Number 104)》. Carrollton, Texas, US: Squadron/Signal Publications. ISBN 0-89747-246-2.
- Green, William; Swanborough, Gordon (1994). 《The Complete Book of Fighters: An Illustrated Encyclopedia of Every Fighter Aircraft Built and Flown》. London, UK: Salamander Books. ISBN 1-85833-777-1.
- Isham, Marty J.; McLaren, David R. (1996). 《Northrop F-89 Scorpion: A Photo Chronicle》. Atglen, Pennsylvania, US: Schiffer Military History. ISBN 0-7643-0065-2.
- Kinsey, Bert (1992). 《F-89 Scorpion (Detail and Scale Vol. 41)》. Waukesha, Wisconsin, US: Kalmbach Publishing. ISBN 1-85310-630-5.
- Knaack, Marcelle Size (1978). 《Encyclopedia of US Air Force Aircraft and Missile Systems: Volume 1, Post-World War II Fighters, 1945–1973》 (PDF). Washington, D.C., US: Office of Air Force History. ISBN 0-912799-59-5. 2016년 3월 3일에 원본 문서 (PDF)에서 보존된 문서. 2013년 12월 21일에 확인함.
- “Scorpion with a Nuclear Sting: Northrop F-89”. 《Air International》 (Bromley, UK: Fine Scroll) 35 (1): 44–50. July 1988. ISSN 0306-5634.
- “Scorpion with a Nuclear Sting: Northrop F-89—Part Two”. 《Air International》 (Bromley, UK: Fine Scroll) 35 (2): 86–92. August 1988. ISSN 0306-5634.
- Swanborough, F. Gordon; Bowers, Peter M. (1963). 《United States Military Aircraft Since 1909》. London, UK: Putnam. ISBN 0-87474-880-1.